# 田村瑞穂
田村 瑞穂（たむら みずほ、1874年（明治7年）2月21日 – 没年不詳）は、東京市区長、医師。

## 経歴
高知県高岡郡尾川村（現在の佐川町）出身。東京帝国大学医科大学選科で学び、医術開業免状を得た。神奈川県で開業した後、伝染病研究所に技師として勤務した。1902年（明治35年）、香港政庁に招聘されペスト対策に従事した。帰国後、徳島県技師、大分県技師、群馬県技師、内務省検疫官を歴任した。1921年（大正10年）、東京市に転じ、衛生課長、本所区長、浅草区長、日本橋区長、保険局長を務めた。